# 1581年
| 千纪： | 2千纪 |
| 世纪： | 15世纪 \| 16世纪 \| 17世纪                                                                                 |
| 年代： | 1550年代 \| 1560年代 \| 1570年代 \| 1580年代 \| 1590年代 \| 1600年代 \| 1610年代                           |
| 年份： | 1576年 \| 1577年 \| 1578年 \| 1579年 \| 1580年 \| 1581年 \| 1582年 \| 1583年 \| 1584年 \| 1585年 \| 1586年 |
| 纪年： | 辛巳年（蛇年）；明万历九年；越南莫朝延成四年，后黎朝光興四年；日本天正九年                                 |

## 大事记
- 1月15日——英國議會驅逐天主教徒。
- 3月25日——伊比利亞聯盟，西班牙的腓力二世兼任葡萄牙的國王，葡萄牙稱腓力一世。
- 4月4日——英国伊麗莎白一世女王賜法蘭西斯·德瑞克皇家爵士頭銜。
- 7月26日——烏得勒支同盟在《誓絕法案》正式宣布從西班牙獨立。
- 9月10日，叶尔马克率840人，向西伯利亚汗国进军。
- 第二次高天神城之戰，德川家康遣兵包圍高天神城，因武田勝賴未派出任何軍隊馳援，武田家守城將士奮戰而亡，打擊家臣將士及國人眾對武田勝賴領導威信的信心。
- 羽柴秀吉在鳥取城之戰採用斷糧戰術擊敗毛利氏的吉川經家與奈佐日本助。
- 里見義賴與小弓公方的足利賴淳（日语：足利頼純）加入對抗後北條氏的甲佐同盟（日语：甲佐同盟）。
- 織田軍再次攻入能登國，續光之子遊佐盛光為了保命而投降織田信長，織田信長以殺害長續連一族之罪將續光父子處極刑。
- 伊凡四世取消尤里耶夫節，至此俄羅斯帝國農奴徹底失去了合法贖身的可能性。
- 10月10日——勃印曩於勃固去世，南達勃因繼位，從此東吁王朝農民起義此起彼伏，各地封建主重新割據。

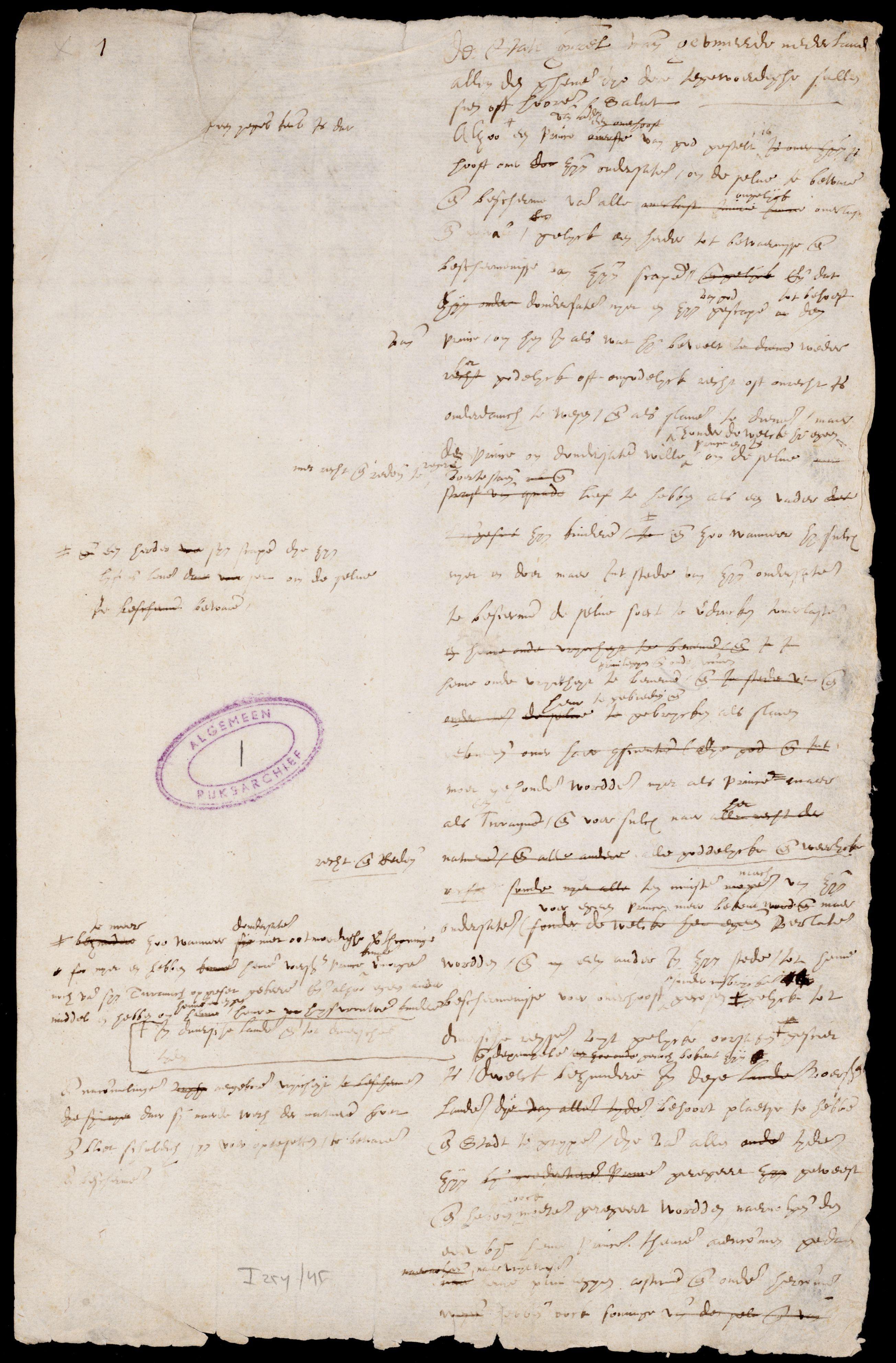
荷兰独立宣言

- 芬蘭成為大公國。
- 明朝张居正推行一条鞭法。

## 出生
- 陳仁錫，明朝官员。

## 逝世
- 8月21日（天正九年七月二十二日）——佐久間信盛，日本武將（1527年出生）
- 10月10日——勃印曩，緬甸東吁王朝的統治者之一，德彬瑞梯的繼承者。
- 百地三太夫，日本戰國時代伊賀流忍術的始祖（1512年出生）
- 吉川經家，毛利氏家臣，石見吉川氏第11代當主，吉川經安嫡男，在鳥取城之戰作為主將，並於城破後自盡。
- 奈佐日本助，西日本一帶丹後水軍的代表人物，參與鳥取城之戰，並於城破後自盡。